# Palazzo Giustinian Persico
Palazzo Giustinian Persico è un edificio civile sito nella città di Venezia, nel sestiere di San Polo: si affaccia sul Canal Grande dove esso confluisce con il Rio di San Tomà, poco distante da Palazzo Tiepolo e di fronte ai Palazzi Mocenigo.

## Storia
Il Palazzo fu costruito per la nobile famiglia Giustinian, ma passò ben presto alla famiglia Persico (detta anche Da Persico), di origine bergamasca ma aggregata al patriziato per soldo.

## Descrizione
Il fronte, ispirato all'opera di Mauro Codussi (ma a lui non attribuibile), risale al XVI secolo: è uno dei primi edifici veneziani realizzati in stile rinascimentale e come tali predilige superfici ampie e dalla linee essenziali. È contraddistinto da un vivace intonaco rosso sul quale spiccano due quadrifore centrali sovrapposte, affiancate da coppie di monofore. Le cornici di questi fori risultano essere molto pregiate. La facciata posteriore del palazzo, architettonicamente non molto interessante, si affaccia su un ampio giardino.